# Next2D
Next2D（ネクストツーディー）は、JavaScript言語、TypeScript言語で書かれた2Dレンダリングエンジン「Next2D Player」、Model-View-ViewModel（MVVM）アーキテクチャを採用した「Next2D  Framework」、Webブラウザ上で動作するオーサリングツール「Next2D Animation Tool」など、開発者の生産性を上げることを目的としたオープンソースのツール・ライブラリである。

## Next2D Player
WebGLのハードウェアアクセラレーションでグラフィックス処理負荷を軽減し、描画パフォーマンスを向上させるTypeScriptソフトウェア。
ベクター描画、Tweenアニメーション、テキスト、音声、動画など、様々な要素をサポートしており、ゲーム制作やインタラクティブなデータビジュアライゼーション、クリエイティブなウェブアプリケーションなど、豊かな表現が求められるプロジェクトで効果的に活用することが期待できる。

## Next2 Framework
クリーンアーキテクチャ、ドメイン駆動開発、テスト駆動開発、MVVMの原則に従って設計されており、柔軟性、拡張性、保守性を重視し、各レイヤーの疎結合を可能にしている。
また、従来のCanvas/WebGLアプリケーションでは困難であったURLによるSingle Page Application（SPA）でのシーン管理を可能にし、シーン単位でのUI開発と画面検証が行える。
UI構築においてはアトミックデザインを推奨し、コンポーネントの分解と再利用可能なモジュール設計により、効率的なUI開発と保守を可能にしている。
単体テスト、結合テスト、UIテストなど、さまざまなレベルでテストを実施すること可能で、高品質なコード開発を支援するNext2D専用フレームワーク。

## Next2D Animation Tool
Webブラウザ上で動作するオーサリングツールで、直感的なインターフェースと豊富な機能を備えている。
テキスト、画像、音声、ビデオなど、さまざまなメディア形式を組み合わせて、高品質で魅力的なコンテンツを作成する事が可能。
開発のスキルを持たないユーザーでも、思い描くコンテンツを作成する事ができる。